# Albert Johnson (martellista)
Albert Aaron Johnson (Stoughton, 1º gennaio 1880 – Sioux Falls, 31 maggio 1963) è stato un martellista e pesista statunitense.

## Biografia
Albert Johnson partecipò alle gare di getto del peso e lancio del martello ai Giochi olimpici di Saint Louis 1904. In entrambe le gare ottenne il sesto posto.

## Palmarès
| Anno | Manifestazione  | Sede        | Evento              | Risultato | Prestazione | Note |
| ---- | --------------- | ----------- | ------------------- | --------- | ----------- | ---- |
| 1904 | Giochi olimpici | Saint Louis | Getto del peso      | 6º        | n/d         |      |
| 1904 | Giochi olimpici | Saint Louis | Lancio del martello | 6º        | n/d         |      |